# Черняк, Иосиф Ефимович
Иосиф Ефимович Черняк (1895, Хотимск Могилёвской губернии — 1 февраля 1975, Нетания Израиль) — советский еврейский лингвист, фольклорист.

## Биография
Окончил педагогический техникум, затем аспирантуру при Институте еврейской культуры ВУАН. До 1928 жил в Хотимске, где он посвятил себя сбору и изучению языка еврейских рабочих. В 1928—1934 работал в этнографической секции Института еврейской пролетарской культуры АН УССР. С 1934 инспектор школ в еврейских поселениях в Крыму. Жил в Москве, Биробиджане (работал заведующим консультативным пунктом заочного обучения областного отдела народного образования ЕАО), Ташкенте. В 1927—1932 печатался в журнале «Ди идише шпрах» (Киев), где опубликовал работу «Ди шпрах фун фолкслид ин фарглайх мит дер гередтер шпрах» («Язык народной песни в сравнении с устной речью»). Принимал участие в издании лингвистических и фольклорных сборников, в том числе «Фолклорлидер» (в 2 томах М., 1933, 1936). С конца 1960-х жил в Израиле.

## Научные труды
- «Шпрахфолклористишер атлас» («Атлас языкового фольклора»);
- «Шолем-Алейхем ун шпрахфолклор» («Шолом-Алейхем и языковый фольклор»)